# اتاق ۳۹
اتاق ۳۹ که از آن عنوان قسمت ۳۹ یا دفتر ۳۹ یاد می‌شود یک دفتر مخفی برای جمهوری دموکراتیک خلق کره است که گمان می‌رود در آن پول‌شویی ارزهای خارجی برای رهبر کره‌شمالی کیم جونگ اون می‌شود.